# Kalasatama (stacja metra)
Kalasatama (szw. Fiskhamnen, tłum. port rybny) – stacja metra helsińskiego obsługująca wschodnią część dzielnicy Sörnäinen. Znajduje się w dzielnicy o tej samej nazwie.
Stacja, w odróżnieniu od większości z pozostałych, została wybudowana na istniejącej już trasie metra. Prace budowlane nie zakłóciły w większym stopniu kursowania pociągów. Perony zostały wybudowane po dwóch stronach istniejących torów, a nie jako jeden pośrodku. Kalasatama jest jedną z dwóch stacji w Helsinkach o takiej konstrukcji (drugą jest Itäkeskus).
Kalasatama znajduje się pomiędzy stacjami Sörnäinen oraz Kulosaari.